# Tègea

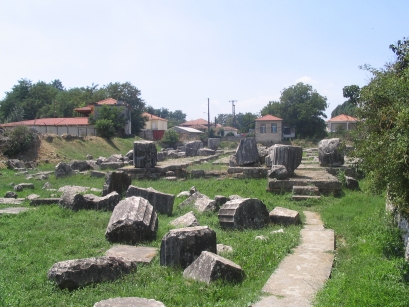
El temple d'Atena Alea a Tègea.

Tègea (grec antic: Τεγέα; gentilici Τεγεάτης, català tegeata) era la ciutat principal d'Arcàdia a l'antiga Grècia. Estava situada al sud-est del país i el seu territori es deia Tegeàtida (Τεγεᾶτις), i limitava amb Cinúria i l'Argòlida a l'est; amb Lacònia al sud; amb Menàlia a l'oest; i amb Mantinea al nord.

## Història
Tègea ja es menciona a la Ilíada, al «Catàleg de les naus», i era segurament la ciutat més famosa d'Arcàdia. Es diu que la ciutat la va fundar Tegeates, fill de Licàon, rei d'Arcàdia. El tèmenos va sorgir de la unió de vuit petites viles que Àleu va portar a Tègea, i segons Pausànies eren Gareates (Γαρεᾶται), Fílaces (Φυλακεῖς), Cariatas (Καρυᾶται), Còrites (Κορυθεῖς), Potàcides (Πωταχίδαι), Eates (Όιάται), Màntires (Μανθυρεῖς), Eceuetes (Εχευήθεις), a les quals després es va afegir Afidants (Ἀφείδαντες) durant el regnat d'Afidant, fill d'Arcas. Els tegeates estaven dividits en 4 tribus (φυλαί): Clareotis (Κλαρεῶτις), Hippotoitis (Ἱπποθοῖτις), Apol·loneatis (Ἀπολλωνεᾶτις), i Ataneatis (Ἀθανεᾶτις), cada una amb els seus ciutadans i un grup de residents d'altres ciutats estrangeres (metecs). Un altre rei llegendari va ser Èquem, esmentat a la Ilíada i per Heròdot, que va matar en combat singular a Hil·los, fill d'Hèracles.
Els tegeates es van enfrontar als espartans quan aquests van intentar el domini d'Arcàdia i van resistir durant molt de temps. En una de les guerres el rei Carilau va envair el país després que un oracle li hagués predit la victòria, però va ser derrotat i fet presoner amb els seus homes que no havien mort al combat. Una altra guerra va tenir lloc en temps dels reis Lleó i Agàsicles i els espartans van sofrir una derrota altra vegada. Però amb el rei Anaxàndrides, els espartans, després d'haver aconseguit els ossos d'Orestes, van derrotar el tegeates i els van obligar a reconèixer l'hegemonia d'Esparta cap a l'any 560 aC, i tot i que van conservar la independència les seves forces militars van haver de restar al servei d'Esparta. Van participar en les guerres mèdiques i 500 tegeates van lluitar en la batalla de les Termòpiles i 3000 a la batalla de Platea, la meitat com a hoplites i la meitat com a forces lleugeres. En aquesta època la ciutat tenia una població de prop de vint mil habitants lliures.
Després de la guerra amb els perses Tègea va entrar en guerra amb Esparta potser per recuperar la seva independència plena (dues guerres entre el 479 aC i el 464 aC) però van ser derrotats dues vegades, la primera junt amb els seus aliats els Argius i la segona amb els altres arcadis (menys Mantinea aliada d'Esparta), a Dipaia.
En aquesta època era famós el temple de Atena Alea a la ciutat de Tègea, lloc de refugi dels exiliats espartans. Allà s'hi va amagar el vident Hegesístrat d'Elis i els reis Leotíquides i Pausànies d'Esparta, fill de Pleistoànax. Aquest temple va ser destruït l'any 394 aC i Escopes de Paros en va construir un altre més gran.
Més tard, a la Guerra del Peloponès, els tegeates van ser uns aliats ferms dels espartans. Tègea estava sota un govern aristocràtic i llavors el seu enemic era Mantinea que tenia govern democràtic. El 421 aC van rebutjar una aliança amb Argos contra Esparta i pel contrari van ajudar els espartans en el seu atac a Argos l'any 418 aC.
A la guerra contra Corint van combatre també al costat d'Esparta el 394 aC però després de la batalla de Leuctres el 371 aC el partit aristocràtic va perdre el poder i el nou govern es va unir a altres ciutats d'Arcàdia i van fundar Megalòpolis i seguidament la Lliga Arcàdia. Pocs anys després va ser Mantinea qui es va enfrontar al govern confederal arcadi i es va aliar amb Esparta, i Tègea es va mantenir lleial a la Lliga i va combatre a les ordres d'Epaminondes a la batalla de Mantinea el 362 aC.
Un temps després va entrar a la Lliga Etòlia però només pocs anys fins que el rei Cleòmenes III va arribar al tron d'Esparta, i llavors Tègea, Mantinea, Orcomen i Esparta es van aliar i això va portar a la lluita contra la Lliga Aquea, en un conflicte que es va anomenar la guerra de Cleòmenes. Tègea va ser ocupada per Antígon III Dosó, aliat als aqueus i incorporada a la Lliga Aquea el 222 aC.
El 218 aC Tègea va ser atacada per Licurg, tirà d'Esparta, que la va dominar menys l'acròpoli. Després va passar a mans del tirà Macànides, però va ser recuperada pels aqueus després de la derrota del tirà davant Filopemen.
A l'època d'Estrabó era la sola ciutat arcàdia que va continuar habitada, i encara era un lloc d'importància en temps de Pausànies, al segle ii, que va fer una relació dels seus edificis públics. Tègea va ser destruïda pel got Alaric I a final del segle iv. Pausànies descriu el temple d'Atena Alea, un dels santuaris més importants de la deessa. Parla de l'àgora, del teatre, de l'estadi i d'altres temples, un d'Hermes, un altre d'Atena, un d'Àrtemis, un d'Afrodita, el d'Ilitia, el de Demèter i Persèfone, el d'Apol·lo, dos de Dionís i diversos altars dedicats a Zeus, a Gea, a Pan i a altres déus menors.
A uns 5 km al nord de la vella ciutat hi ha l'actual ciutat de Tripolitzà. Romanen unes petites restes del temple i d'un teatre segurament construït pel selèucida Antíoc IV Epifanes en marbre on més endavant es va construir una església (Paleó-Episkopí).